# Ерготеліс (футбольний клуб)
«Ерготеліс» (грец. Εργοτέλης), або ФК «Ерготеліс Іракліо» (грец. Γ.Σ. Εργοτέλης Ηρακλείου) — професіональний грецький футбольний клуб з Іракліона, найбільшого міста на острові Крит. «Ерготеліс» був заснований 7 липня 1929 року грецькими біженцями з Малої Азії, які оселились в Іракліоні після Греко-турецької війни 1919—1922. Клуб названий на честь відомого критського олімпійського переможця.
Домашні матчі проводить на стадіоні «Панкритіо».

## Історія
«Ергтотеліс» був заснований 7 липня 1929 року як аматорський клуб критськими футболістами. Спочатку команда виступала в місцевому чемпіонаті та декілька разів грала у другому дивізіоні національної першості. В той час, коли футбол у Греції набув професіонального статусу, «Ерготеліс» залишився грати в аматорській лізі ще шість сезонів, і після цього став професіональним клубом. «Ерготеліс» в основному змагався в четвертому та третьому дивізіонах чемпіонату Греції. У 2003 році пробився до другого дивізіону (Бета Етнікі). Через рік команда виборола право змагатися в найвищій лізі Греції — Альфа Етнікі. Провівши сезон в Альфа Етнікі, «Ерготеліс» знов вибув до Бета Етнікі. Сезон 2005—06 був вдалим для команди — вона виграла другий дивізіон і повернулась до Альфа Етнікі. В січні 2006 року президентом клубу став Нікос Карагеогріу і допоміг «Ерготелісу» залишитись в Альфа Етнікі. У третьому поспіль і четвертому загалом сезоні у вищому дивізіоні «Ерготеліс» змагався вже у новоствореній Грецькій Суперлізі. У сезоні 2006—07 «Ерготеліс» фінішував восьмим у чемпіонаті. 29 жовтня 2008 року клуб здобув одну зі своїх найважливіших перемог в історії, перегравши «Панатінаїкос» в Афінах на Олімпійському стадіоні з рахунком 3:2.

## Суперництво з ОФІ
Між двома клубами з Іракліона «Ерготеліс» та ОФІ проходить щорічне дербі. Перший матч між командами відбувся у 1929 році і тривав до 35 хвилини. «Ерготеліс» мав перевагу в один гол, але через жорстоку гру футболістів було вирішено зупинити зустріч.

## Поточний склад
Склад оновлено 8 вересня 2014

| №  | Поз. | Нац.      | Гравець                |
| -- | ---- | --------- | ---------------------- |
| 1  | ВР   | Чехія     | Томаш Черни            |
| 31 | ВР   | Греція    | Захаріас Кавусакіс     |
| 70 | ВР   | Греція    | Янніс Дерміцакіс       |
| 39 | ЗХ   | Аргентина | Ігнасіо Фіделефф       |
| 6  | ЗХ   | Іспанія   | Меллі                  |
| 5  | ЗХ   | Сербія    | Боріслав Йовановіч     |
| 28 | ЗХ   | Франція   | Йоріс Сайнаті          |
| 32 | ПЗ   | Греція    | Епамінондас Пантелакіс |
| 3  | ЗХ   | Греція    | Харалампос Лікоджанніс |
| 24 | ЗХ   | Греція    | Мінас Піцос            |
| 23 | ЗХ   | Греція    | Леонардо Кутріс        |
| 17 | ЗХ   | Греція    | Маноліс Цанакакіс      |
| 90 | ПЗ   | Україна   | Андрій Богданов        |
|    | ПЗ   | Греція    | Саввас Генцоглу        |

| №  | Поз. | Нац.              | Гравець                 |
| -- | ---- | ----------------- | ----------------------- |
| 22 | ПЗ   | Греція            | Хрісовалантіс Козороніс |
| 18 | ПЗ   | Греція            | Хрістос Казапакіс       |
| 16 | ПЗ   | Греція            | Константінос Казнаферіс |
| 11 | ПЗ   | Греція            | Васіліос Рентзас        |
| 20 | ПЗ   | Греція            | Бруно Халкіадакіс       |
| 10 | ПЗ   | Греція            | Ангелос Ханті           |
| 40 | ПЗ   | Словенія          | Рок Штраус              |
| 2  | ПЗ   | Греція            | Хрістос Хрістофакіс     |
| 8  | ПЗ   | Греція            | Антоніс Бурселіс        |
| 77 | ПЗ   | Коморські Острови | Мохамед Юссуф           |
| 9  | ПЗ   | Греція            | Панайотіс Влаходімос    |
| 42 | НП   | Бразилія          | Алан                    |
| 7  | НП   | Греція            | Янніс Доматас           |
| 55 | НП   | Сербія            | Александар Носковіч     |
| 47 | НП   | Бразилія          | Маркос Бамбам           |
| 27 | НП   | Словенія          | Роберт Курес            |

## Відомі гравці
| - Алтін Хаджі - Александар Вуковіч - Галін Іванов - Георгій Марков - Н'Ґассам Нана Фалемі - Дарко Міладін - Драган Начевскі - Ішмаель Аддо | - Бела Ковач - Періца Огнєновіч - Клемент Мазібуко - Хав'єр де Педро - Мірослав Барчік - Суад Філековіч - Олег Ящук - Клінт Матіс |  |